# زگلیک سفلی
زگلیک سفلی یکی از روستاهای استان آذربایجان شرقی است که در دهستان اوچ‌هاچا بخش مرکزی شهرستان اهر واقع شده‌است.
تعدادخانه ها : ۲۳